# بينو (إيطاليا)
بينو هي (كومونا) إيطالية في فال كامونيكا، مقاطعة بريشيا، صنفت، كواحدة من أجمل خمس قرى في إيطاليا من قبل مجلس السياحة التابع لاتحاد البلديات الإيطالية.

## الجغرافية

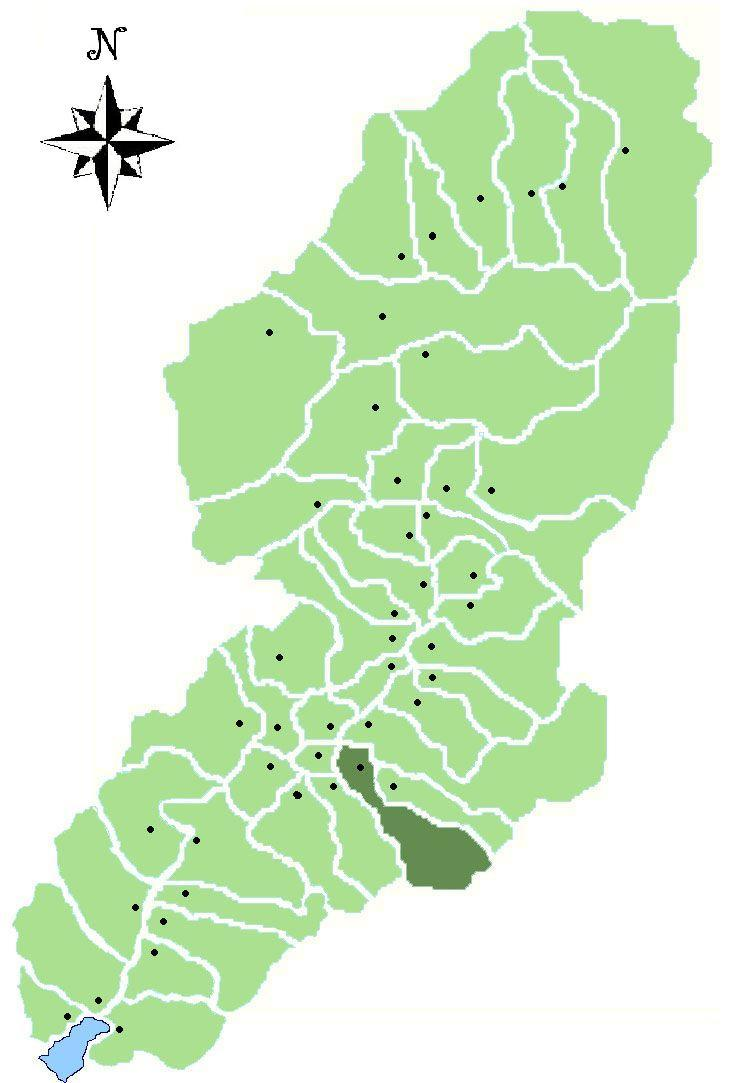
إقليم بينو في فالي كامونيكا

تقع القرية في فال جريجنا على الجانب الشمالي من نهر جريجنا، وتحدها من أخرى مدن أخرى مثل: باجولينو، بيرزو، بوفيجنو، برينو، سيفيدات، كامونو، كوليو، بريستني.

خريطة بينو في أراضي بريشيا

## التاريخ
في عام 1295م، حدث نزاع مع القرية المجاورة بوفيجنو بخصوص بعض المراعي العالية.
في 25 كانون الثاني (يناير) 1350م، استثمر أسقف بريشيا نزاعات حقيقة من أجل عُشر الحقوق في أراضي بلدية بينو (فيسينيا) ورجال بينو. حدث هذا أيضاً في أعوام 1295 و1336 ولاحقًا في 1388 و1423 و1486 م.
في عام 1391 كانت أرض بينو التي انحازت إلى الغليبلينيين، كان موقعًا لغارات واسعة على النطاق الماشية من قبل جيف كاموني بقيادة بارونسينو نوبيلي من لوزيو. تم التوقيع على سلام برينو في 31 ديسمبر 1397 من قبل ممثل لانيني، بينو
برتولينو دي مارتينو، الذي كان غيبلين.
بين عامي 1805 و1815 اتحدت مدينة بينو ببربستين وأطلق عليها اسم «بينو مع بريستين».

## المعالم السياحية الرئيسية
بينو هو جزء من نادي «أجمل القرى في إيطاليا» الذي أنشأه مجلس السياحة التابع لاتحاد البلديات الإيطاية.

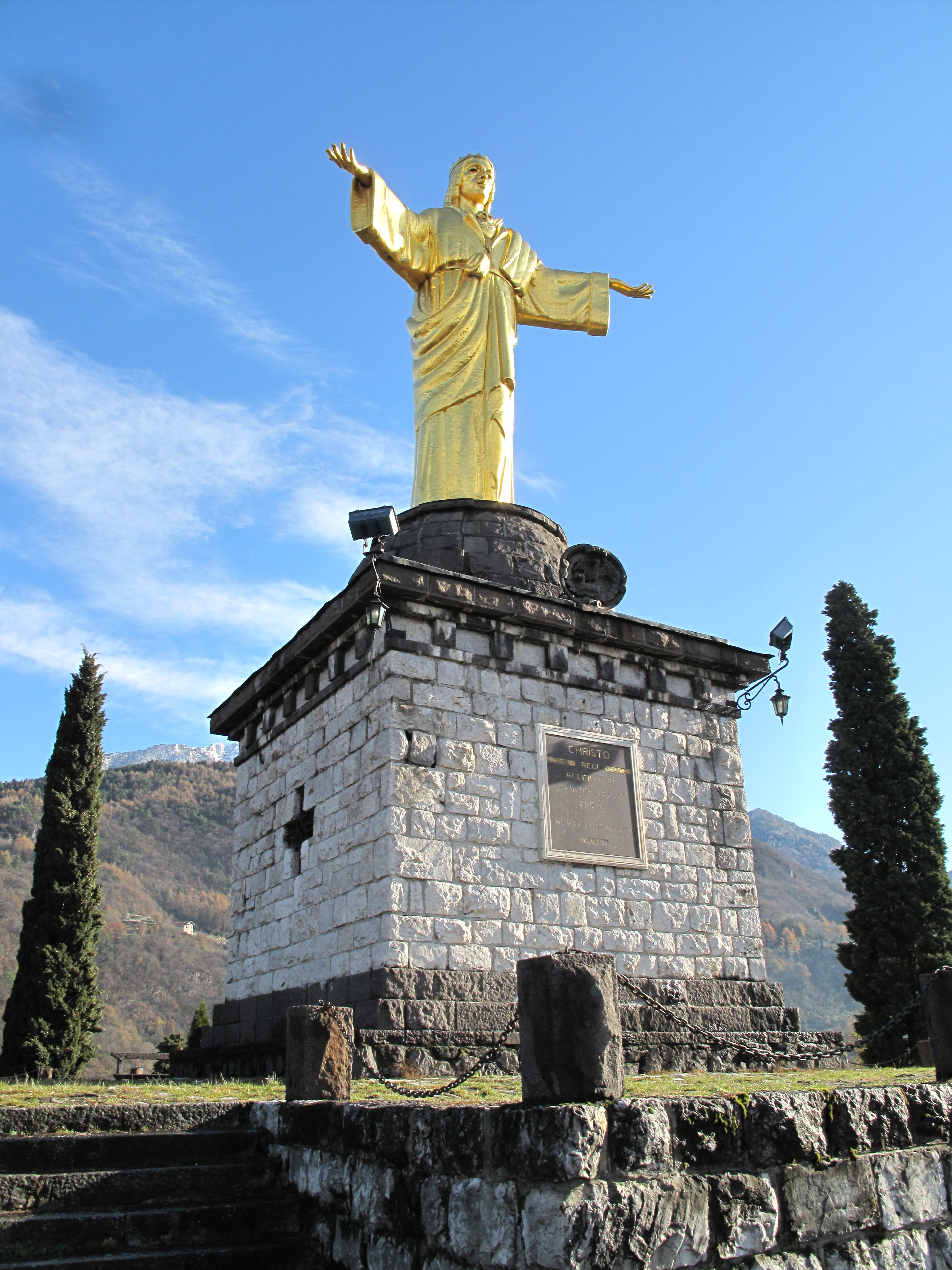
ستاتوا دي كريستو ري (تيموبورتولوتي,1930)

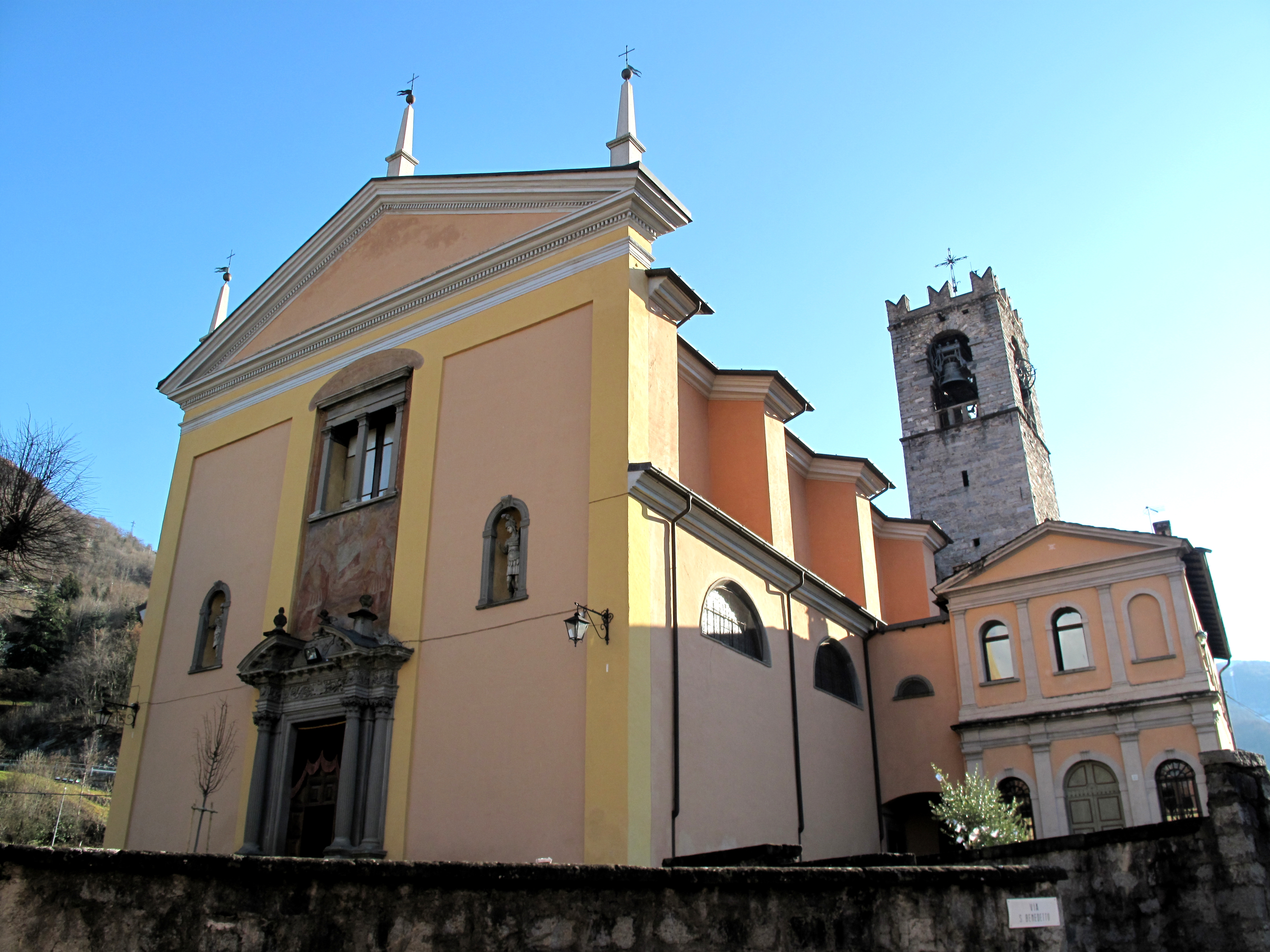
كنيسة أبرشية سانت فاوستينو وجيوفيتا

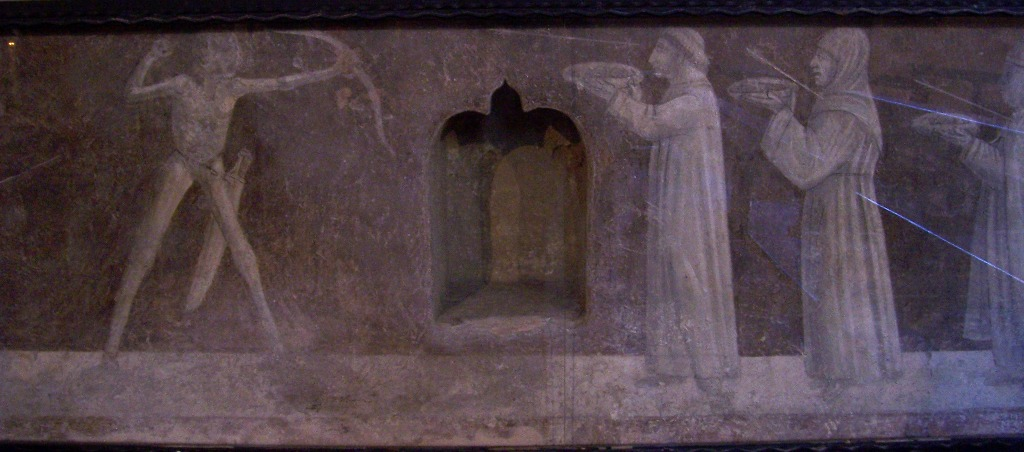
دانس في سانت ماريا

### العمارة الدينية
أعيد بناء كنيسة الرعية، المكرسة للقديسين فاوستينو وجوفيتا، في السنوات الأولى من القرن السابع عشر وفقًا لقواعد الإصلاح المضاد؛ صحن واحد مه ستة مذابح جانبية؛ دورة رسم مثيرة للإعجاب صنعها في الغالب جيوفاني ماورو روفيري بوابة جميلة من الحديد المطاوع يعود تاريخها إلى عام 1647؛ عضو من القرن السابع عشر صنعه افراد عائلة اندجناتي وأعاد تشكيله سيراسي.
أصغر كنيسة في الجزء السفلي من البلدة القديمة (كانت تسمى ذات مرة سانتا ماريا أورتي). في صحنه الفردي، يحتوي على لوحات جدارية ذات قيمة كبيرة أنتجها خلال القرن السادس عشر فنانين مختلفين، بما في ذلك جيوفاني بيترو دا تشيمو ورومانينو. تشمل اللوحات الجدارية أيضًا، من بين مواضيع مختفلة، لوحة مائلة إلى يمين المذبح.
صومعة القديس بطرس وبولس، التي بنيت في النصف الثاني من القرن العشرين، ولكنها نشأت في القرن الحادي عشر أو الثاني عشر، عنما جاء رهبان كلوني إلى فالكامونيكا.

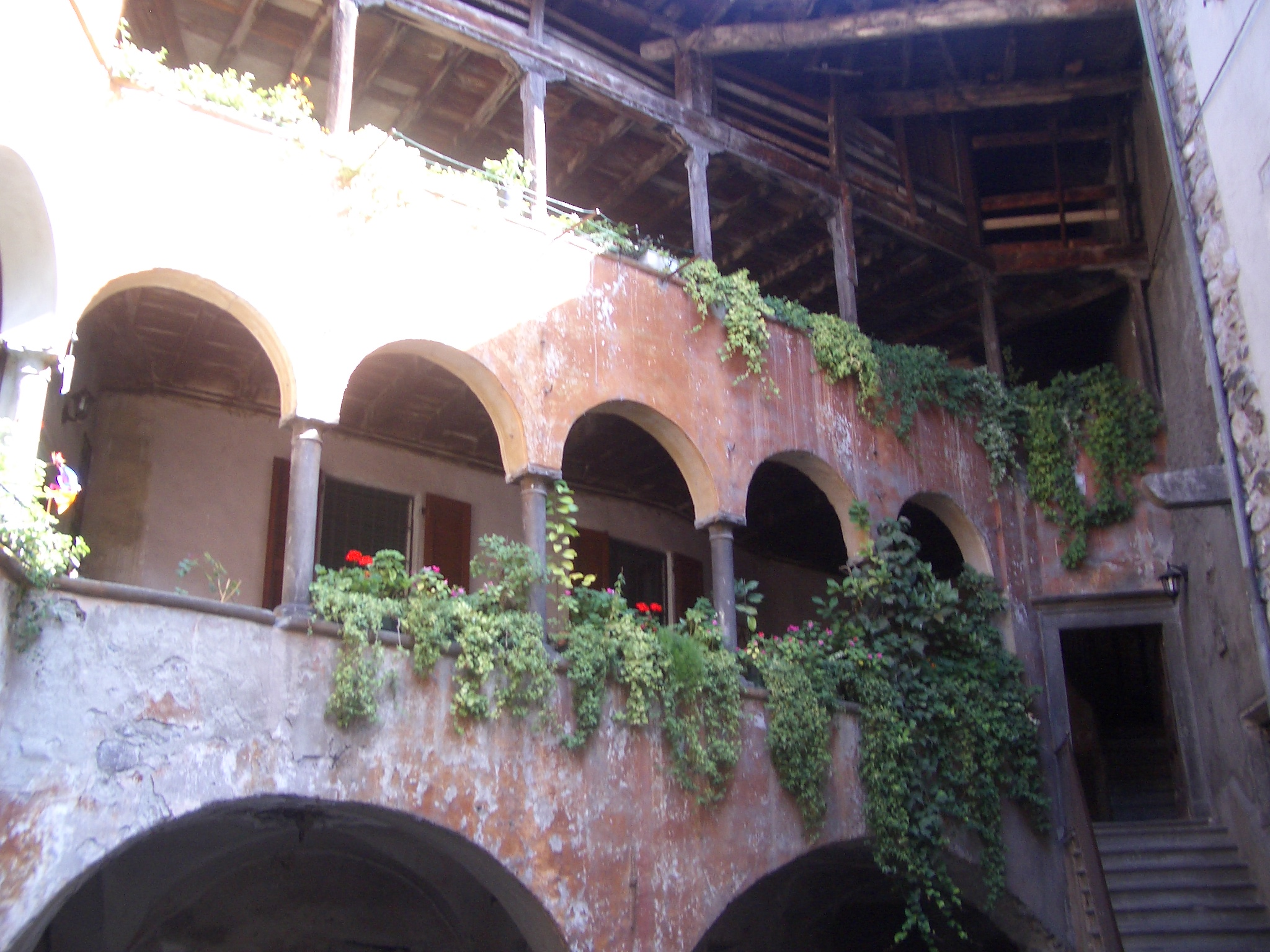
قصر كازا بيتوني أنتيكو في بينو

كنيسة سان ديفيندينتي علة تل في الشمال يعود تاريخ مدخل البينيو إلى القرن الخامس عشر.
كنيسة القديس بطرس اد فنكولا (أو سان بيدير سوك) من القرن السادس عشر. وهو مبني على مذبح روماني لباخوس (ومن هنا جاء اسم القديس بطرس سوكو.)
يمكنك رؤية البقايا في الجزء الخلفي من المبنى.
تل المسيح الملك: يوجد نصب تذكاري ل المسيح الملك، تمثال ذهبي نصب عام 1931.
كنيسة صغيرة من حمامات السباحة يعود تاريخها إلى القرن الخامس عشر وأعيد تشكيلها في القرن السابع عشر.

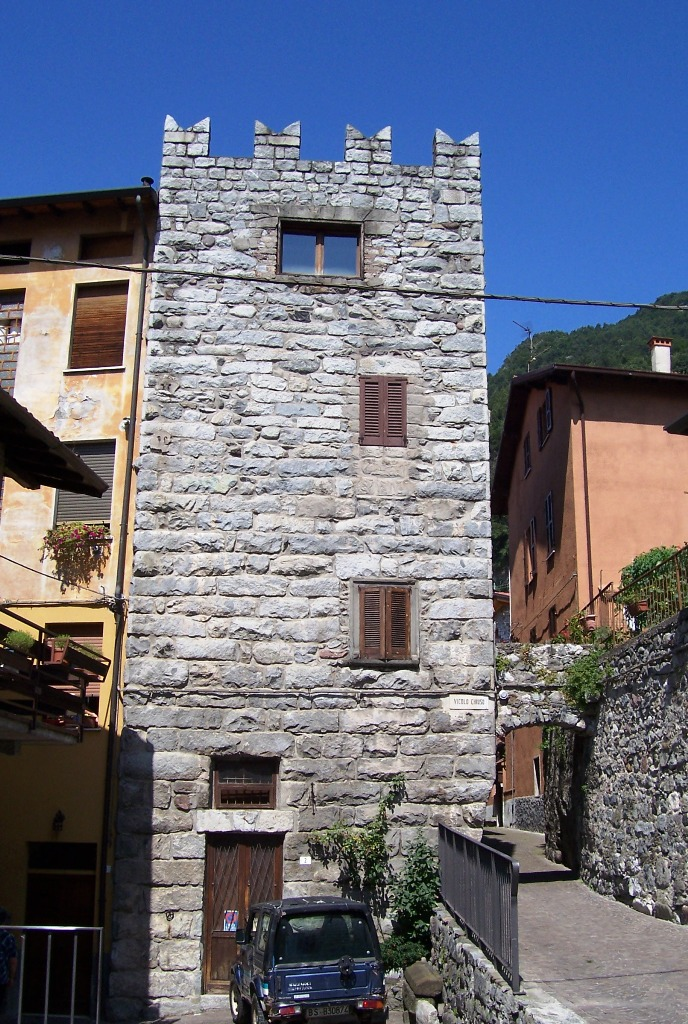
منزل برج في بينو

### وأيضا
- منزل بانتيغيني، بني عام 1483.
- منزل بيتوني بتاريخ 1550.
- قصر سيموني، تم تسليمه للبلدية في عام 1932.

عندما غادرت، بعد حاث صيد قات تسبب فيه زوجها، الكونت جان تشارلز مونثولون، ابن تشارلز تريستان، ماركيز دي مونثولون، المشتبه في أنه سمم الإمبراطور نابيلون، في سانت هيلانة، وشقيق هيلين نابيلون بونابرت دي مونثولون الذي يمكن بونابرت دي مونثولون الذي يمكن أنه يكون والده نابيلون والذي عاش 90 عامًا.
بإستثناء حق الانتفاع في الطوابق السفلية، ترك ل ليبراتا فوستينيلي وباتيستا وجميع احفادهم لمكافئتهم على ولائهم.
تم نقل حق الانتفاع هذا إلى بلدية بينو من قبل أطفالهما باتيستا بانتيغيني نجل ليبراتا وماريا بيتوني التي كانت عائلتها مالكة قصر بيتوني في بينو عام 1988, بسبب صعوبات الصيانة والتدفئة للقصر. وشيخوختهم. أصبحت المكتبة العامة ومركزاً ثقافيًا.

## التقاليد والفولكلور
القاب اللهجة الكامونية، احيانًا شخصية في مكان اخر تظهر السمات المميزة للمجتمع.
الشخص الذي يميز سكان بينو هو باديل.
في 28 يونيو، عشية عيد القديسين بطرس وبولس، وضع القرويون بياض بيضة في زجاجة وتركوها في الهواء الطلق حتى صباح اليوم التالي. يتخثر الألبومين في خيوط ثم يستحضر صواري وأشرعة القارب، فهو قارب القديس بطرس.

## الأحداث
جميع المباني والمتاحف والكنائس مفتوحة للجمهور كل عام، لمدة اسبوع، حتى منتصف الليل في أغسطس، خلال مهرجان القرية مطحنة الدقيق السابقة ويت ارجاعها إلى الخدمة. يرحب هذا الأسبوع بالاف الزوار.

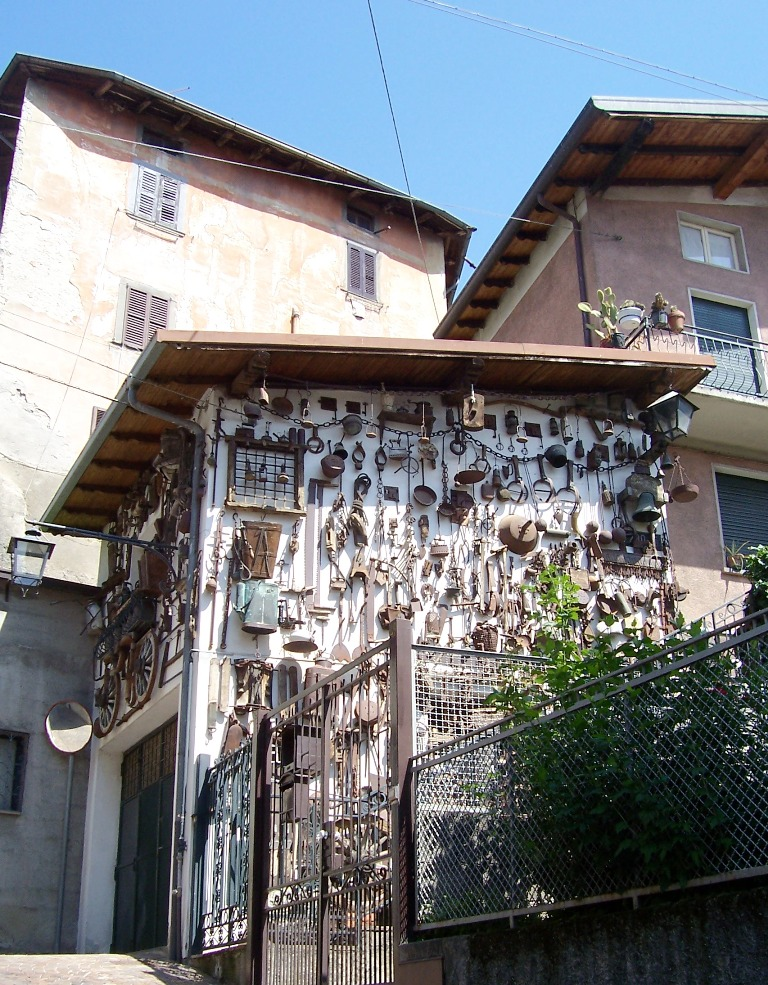
Casa e Fucina
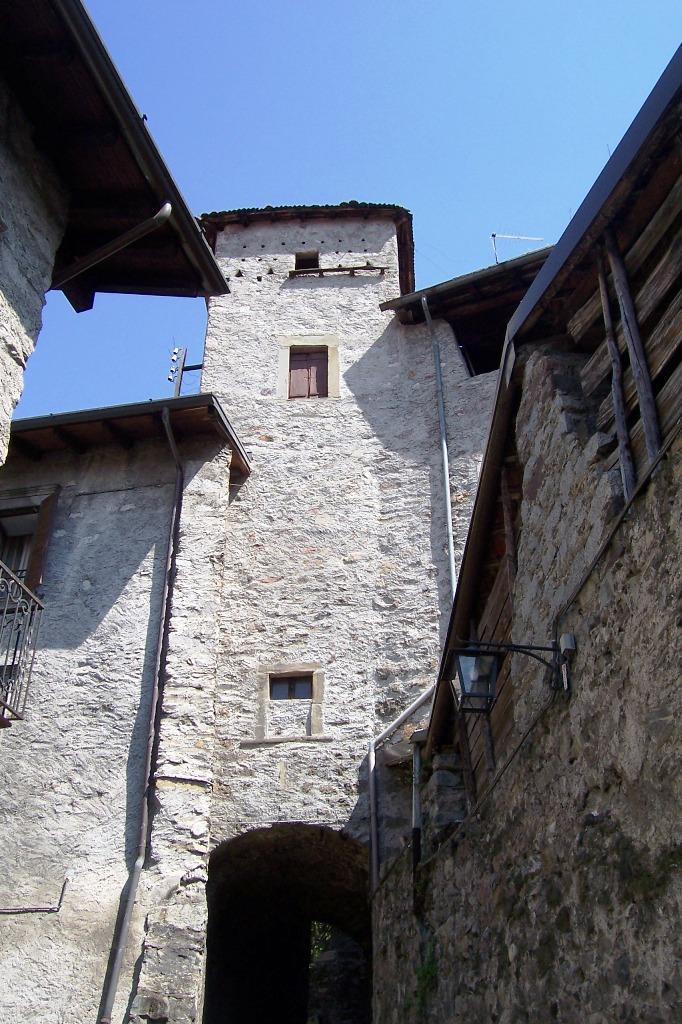
House Tower
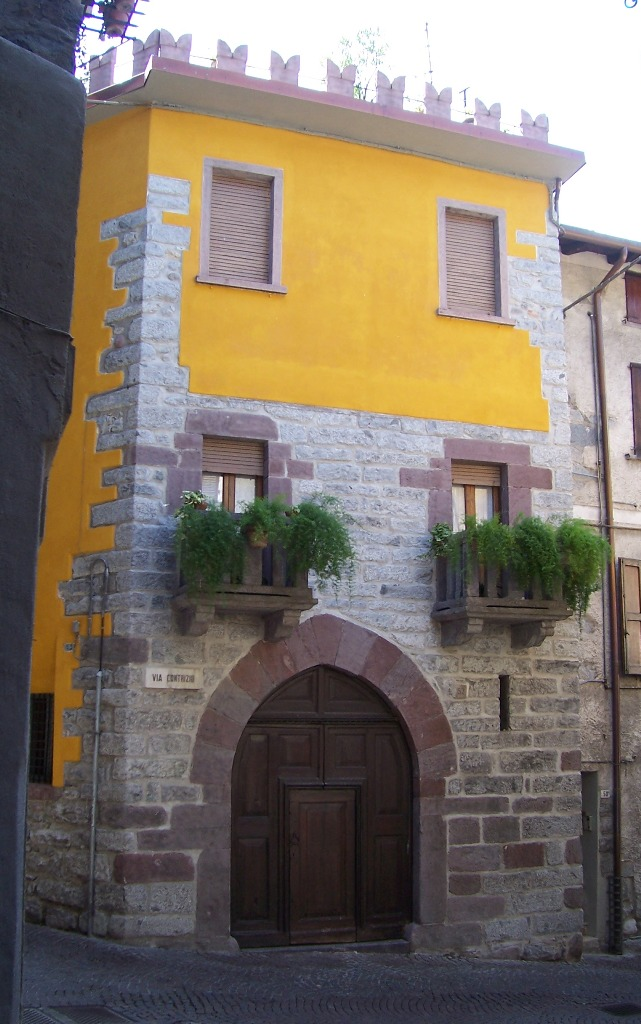
Another Tower
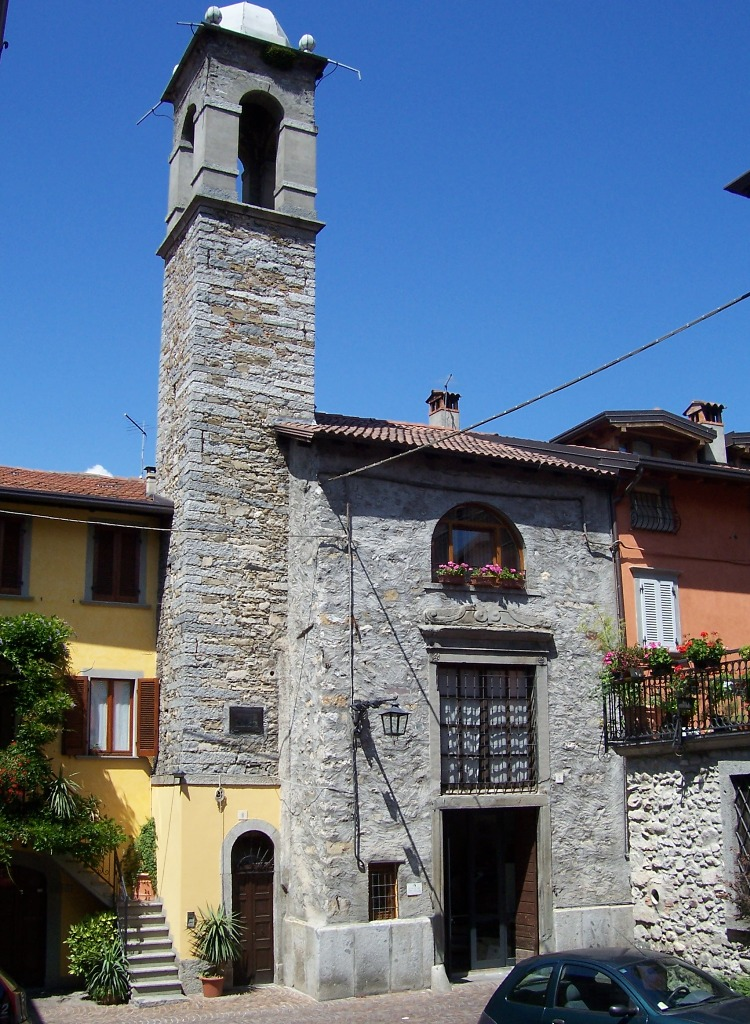
Oratorio de San Carlo Borromeo
Lavatoio on Vaso Re
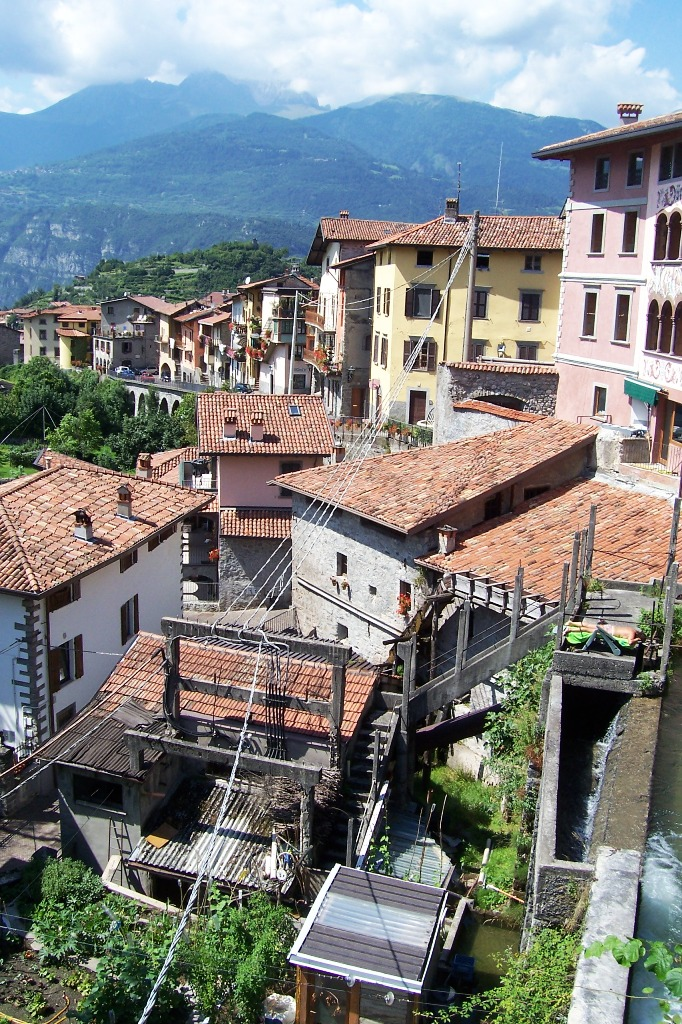
Panorama in the morning
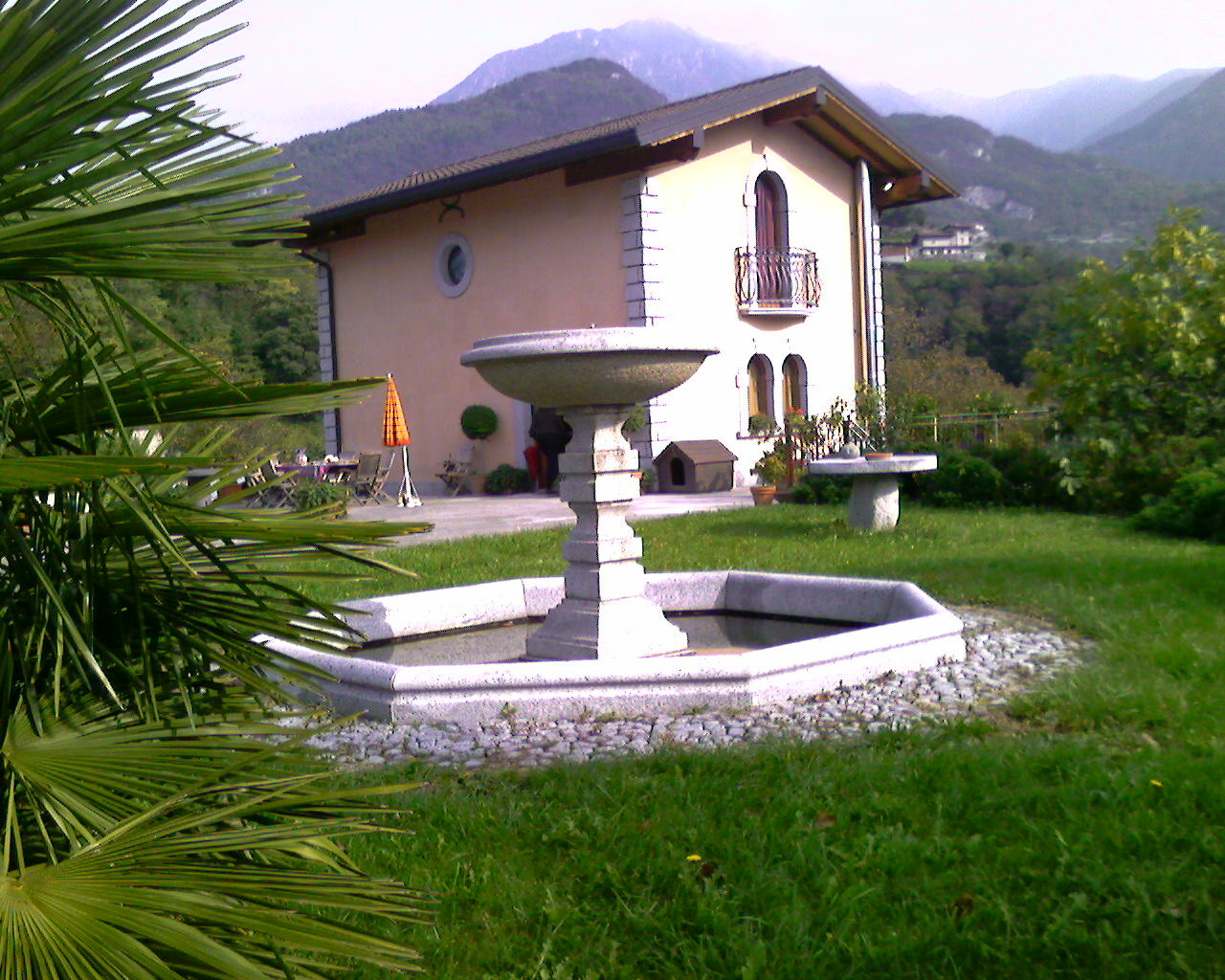
New Panteghini House at Inol (Berzo Inferiore)
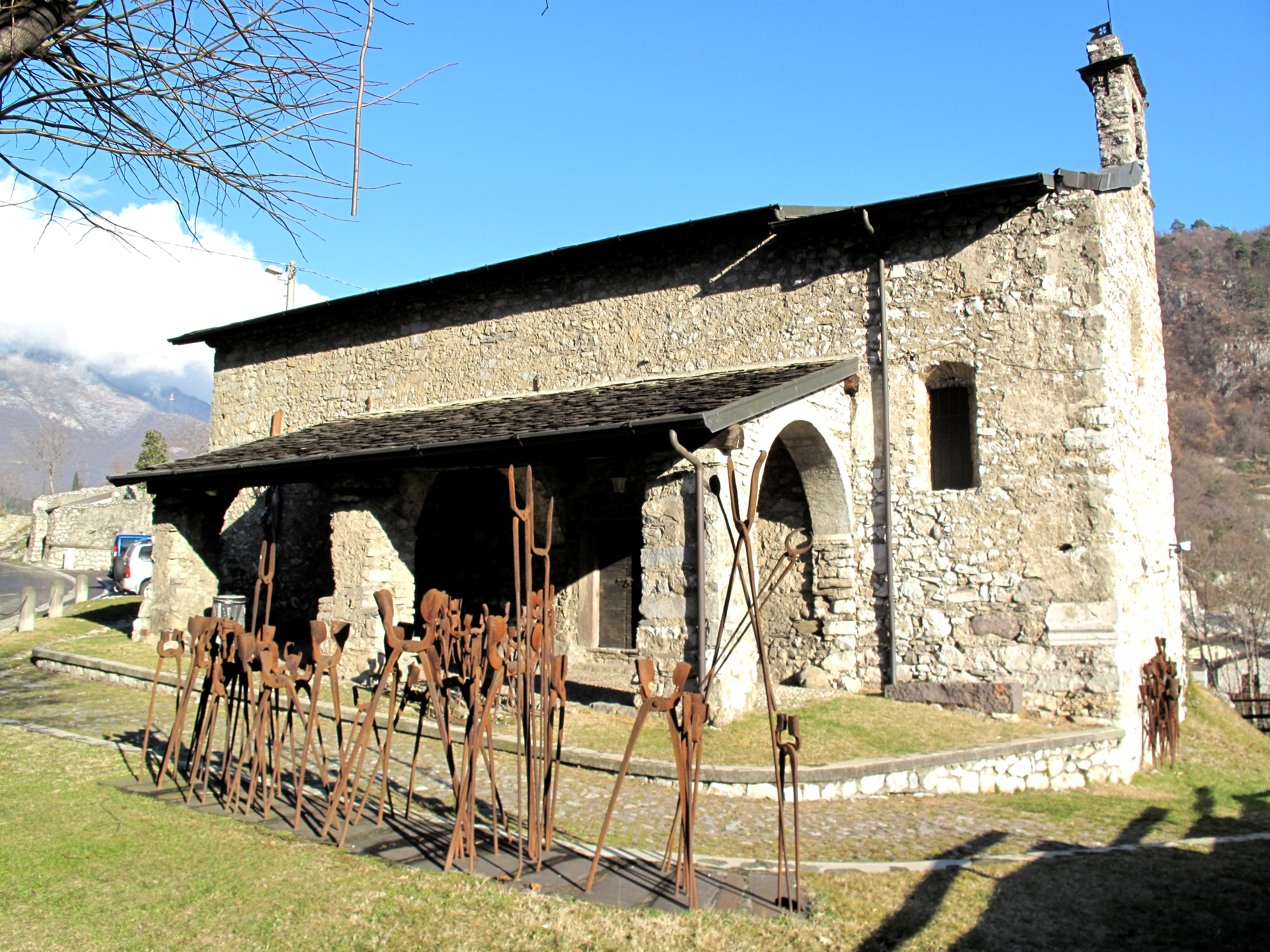
Chiesa San Pietro in Vincoli
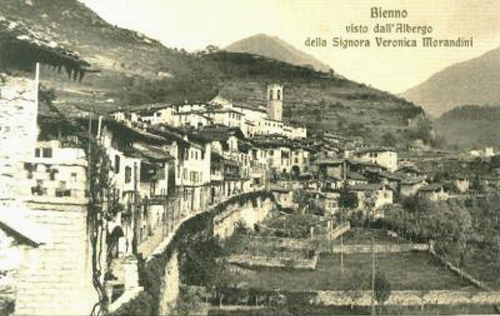
Old Bienno in 1930